# دنیل کیز
دنیل کیز (به انگلیسی: Daniel Keyes) (متولد نهم اوت ۱۹۲۷ در بروکلین نیویورک) مولف آمریکایی است. او تحصیلات خود را در بروکلین به پایان رساند. پس از پایان تحصیلات به عنوان ویراستار در مجله علمی-تخیلی مارول ساینس فیکشن، به فعالیت پرداخت. "گل‌هایی یه یاد آلجرنون"، معروف‌ترین و پرفروش‌ترین رمان اوست که در سال ۱۹۵۹ منتشر و در پنجاه سال اخیر به کرات تجدید چاپ شده است. دنیل کیز به خاطر اندیشه و پردازش شیوا و گیرای داستان بارها و بارها مورد تحسین قرار گرفته است و جوایز ادبی متعددی را به خود اختصاص داده است. این کتاب به بیش از پنجاه زبان رایج دنیا ترجمه شده و به شکل نمایشنامه، فیلم سینمایی و سریال بارها به نمایش در آمده است.
- گل‌هایی به یاد آلجرنون (Flowers for Algernon)